# Sikorsky MH-53
O Sikorsky MH-53 é um helicóptero de transporte pesado e busca e resgate de combate desenvolvido pela Força Aérea dos Estados Unidos. Ele foi uma versão atualizada de uma variante do CH-53 Sea Stallion. O HH-53 "Super Jolly Green Giant" ("Super Alegre Gigante Verde"), como era chamado, foi criado para substituir o Sikorsky S-61R. Eles foram usados para o transporte de carga e pessoal. O H-53 ficou na ativa de março de 1967 até setembro de 2008, quando começou a ser retirado do serviço em favor do CV-22B Osprey.

## Fotos

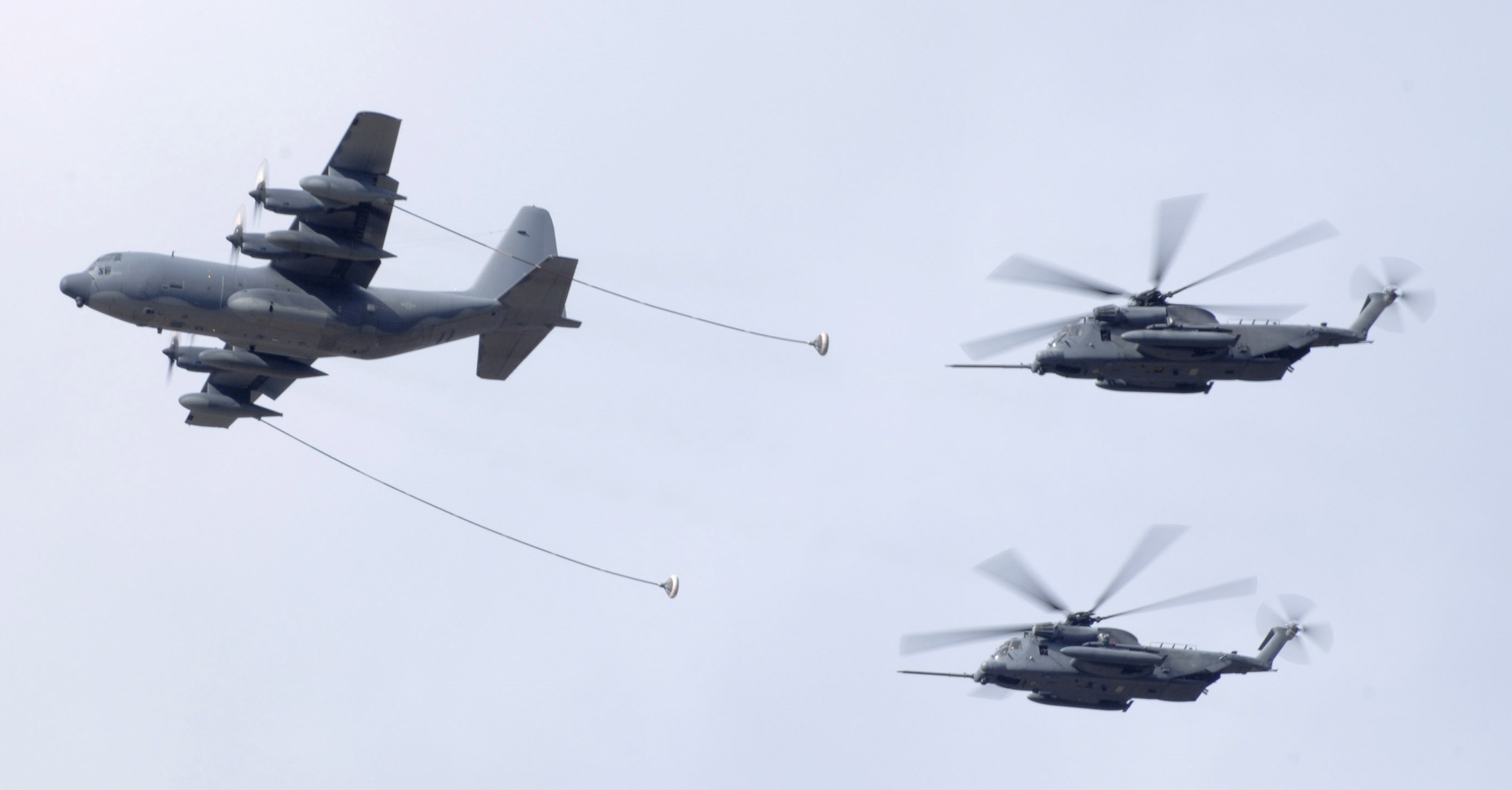
Um C-130 reabastecendo dois MH-53.
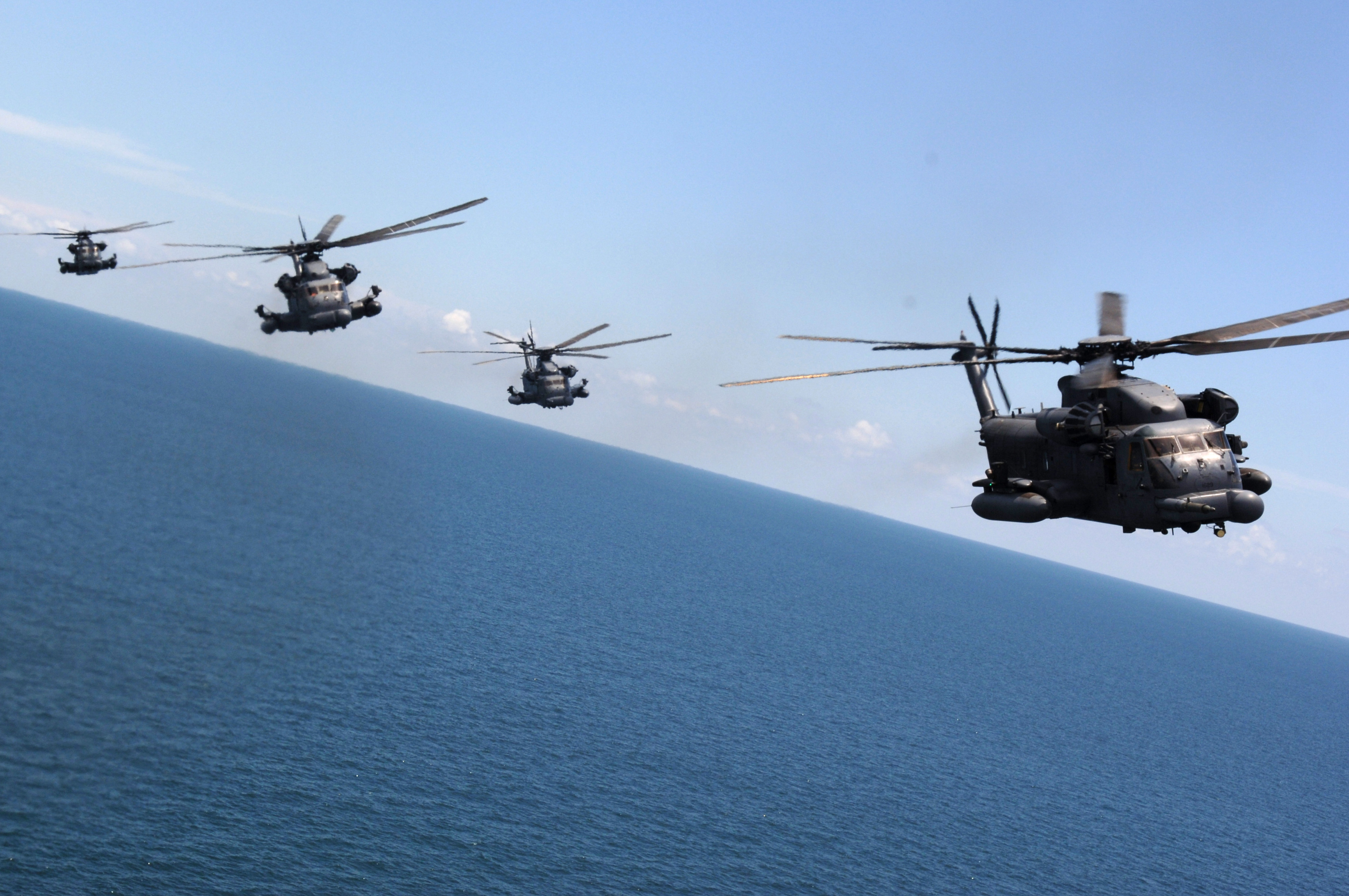
Uma formação de Sikorsky MH-53 da força aérea americana.
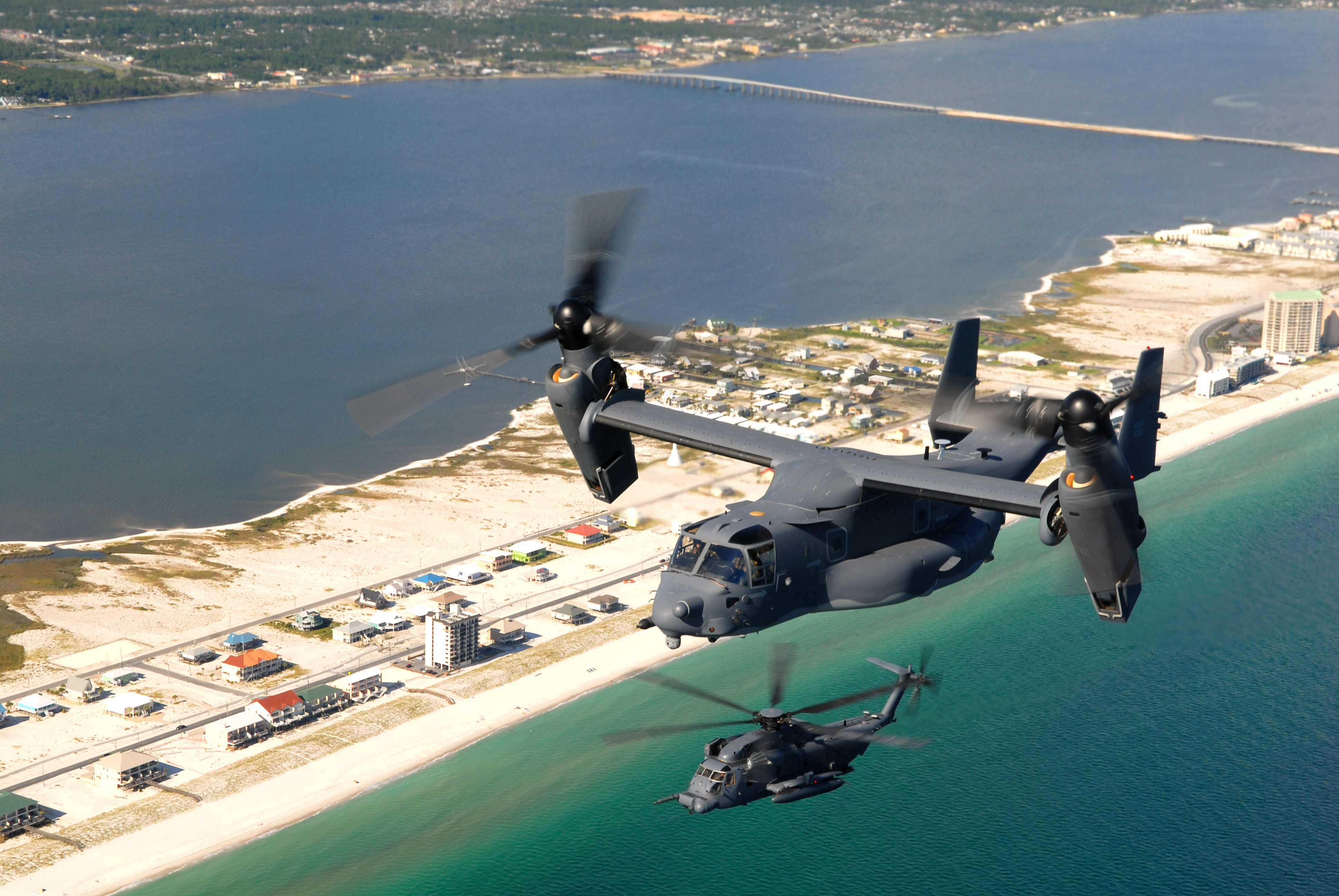
Um CV-22 e um MH-53 americanos perto do campo aéreo de Hurlburt, na Flórida.